# Mistrovství Evropy ve fotbale žen 2017
Mistrovství Evropy ve fotbale žen 2017 se konalo od 16. července do 6. srpna 2017 v Nizozemsku. Turnaj, pořádaný pod patronací UEFA byl dvanáctým v historii. Šampionát byl výjimečný tím, že byl rozšířen počet účastníků z 12 na 16. Mistrem Evropy se poprvé v historii stal pořádající nizozemský ženský národní tým.

## Kandidáti na pořadatelství
Celkem 7 států oznámilo svůj zájem o pořádání mistrovství, které byly zveřejněny 28. června 2013. Dne 10. října 2014 vypršela lhůta, během které musely předložit žádosti.
| - Francie - Izrael - Nizozemsko - Polsko | - Rakousko - Skotsko - Švýcarsko |

Dne 4. prosince 2014 bylo za pořadatele zvoleno Nizozemsko.

## Kvalifikace
Kvalifikace se zúčastnilo 47 národů i s Andorrou, která byla v klasifikaci poprvé. Kvalifikace proběhla o třech kol. V první kole se osm slabších týmů utkalo proti sobě ve dvou skupinách. Zápasy se konaly mezi 4. a 9. dubnem 2015. Dne 20. dubna 2015 bylo v Nyonu rozlosováno do osmi skupin po pěti zbývající týmy. Turnaje se konaly od 14. září 2015 do 20. září 2016. Vítězové jednotlivých skupin postoupili na finálový turnaj přímo. Zbylých osm týmů na druhých místech postoupilo 6 týmů podle bodů a dva poslední sehrálo baráž o zbylé místo na závěrečném turnaji.

### Kvalifikované týmy
| Země        | Kvalifikace                      | Datum postupu    | Předchozí účast na ME                                           |
| ----------- | -------------------------------- | ---------------- | --------------------------------------------------------------- |
| Nizozemsko  | pořadatel                        | 4. prosinec 2014 | 2 (2009, 2013)                                                  |
| Island      | postup ze skupiny 1 (z 1. místa) | 16. září 2016    | 2 (2009, 2013)                                                  |
| Španělsko   | postup ze skupiny 2 (z 1. místa) | 7. června 2016   | 2 (1997, 2013)                                                  |
| Francie     | postup ze skupiny 3 (z 1. místa) | 11. dubna 2016   | 5 (1997, 2001, 2005, 2009, 2013)                                |
| Švédsko     | postup ze skupiny 4 (z 1. místa) | 15. září 2016    | 9 (1984, 1987, 1989, 1995, 1997, 2001, 2005, 2009, 2013)        |
| Německo     | postup ze skupiny 5 (z 1. místa) | 12. dubna 2016   | 9 (1989, 1991, 1993, 1995, 1997, 2001, 2005, 2009, 2013)        |
| Švýcarsko   | postup ze skupiny 6 (z 1. místa) | 4. června 2016   | 0                                                               |
| Anglie      | postup ze skupiny 7 (z 1. místa) | 7. června 2016   | 7 (1984, 1987, 1995, 2001, 2005, 2009, 2013)                    |
| Norsko      | postup ze skupiny 8 (z 1. místa) | 7. června 2016   | 10 (1987, 1989, 1991, 1993, 1995, 1997, 2001, 2005, 2009, 2013) |
| Skotsko     | postup ze skupiny 1 (z 2. místa) | 16. září 2016    | 0                                                               |
| Dánsko      | postup ze skupiny 4 (z 2. místa) | 16. září 2016    | 8 (1984, 1991, 1993, 1997, 2001, 2005, 2009, 2013)              |
| Itálie      | postup ze skupiny 6 (z 2. místa) | 20. září 2016    | 10 (1984, 1987, 1989, 1991, 1993, 1997, 2001, 2005, 2009, 2013) |
| Belgie      | postup ze skupiny 7 (z 2. místa) | 16. září 2016    | 0                                                               |
| Rakousko    | postup ze skupiny 8 (z 2. místa) | 20. září 2016    | 0                                                               |
| Rusko       | postup ze skupiny 5 (z 2. místa) | 20. září 2016    | 4 (1997, 2001, 2009, 2013)                                      |
| Portugalsko | postup z baráže                  | 25. října 2016   | 0                                                               |

## Stadiony
| Breda                                | Enschede                                                     | Utrecht                                                      |                                      |
| ------------------------------------ | ------------------------------------------------------------ | ------------------------------------------------------------ | ------------------------------------ |
| Rat Verlegh Stadion                  | De Grolsch Veste                                             | Stadion Galgenwaard                                          |                                      |
| 51°35′41,6″ s. š., 4°45′1,1″ v. d.   | 52°14′12″ s. š., 6°50′15″ v. d.                              | 52°4′42″ s. š., 5°8′45″ v. d.                                |                                      |
| Kapacita: 19 000                     | Kapacita: 30 205                                             | Kapacita: 23 750                                             |                                      |
|                                      |                                                              |                                                              |                                      |
| Rotterdam                            | Breda Deventer Doetinchem Enschede Rotterdam Tilburg Utrecht | Breda Deventer Doetinchem Enschede Rotterdam Tilburg Utrecht | Deventer                             |
| Sparta Stadion Het Kasteel           | Breda Deventer Doetinchem Enschede Rotterdam Tilburg Utrecht | Breda Deventer Doetinchem Enschede Rotterdam Tilburg Utrecht | De Adelaarshorst                     |
| 51°55′10,15″ s. š., 4°26′1,03″ v. d. | Breda Deventer Doetinchem Enschede Rotterdam Tilburg Utrecht | Breda Deventer Doetinchem Enschede Rotterdam Tilburg Utrecht | 52°15′37,5″ s. š., 6°10′21,28″ v. d. |
| Kapacita: 10 600                     | Breda Deventer Doetinchem Enschede Rotterdam Tilburg Utrecht | Breda Deventer Doetinchem Enschede Rotterdam Tilburg Utrecht | Kapacita: 10 500                     |
|                                      | Breda Deventer Doetinchem Enschede Rotterdam Tilburg Utrecht | Breda Deventer Doetinchem Enschede Rotterdam Tilburg Utrecht |                                      |
| Tilburg                              | Breda Deventer Doetinchem Enschede Rotterdam Tilburg Utrecht | Breda Deventer Doetinchem Enschede Rotterdam Tilburg Utrecht | Doetinchem                           |
| Koning Willem II Stadion             | Breda Deventer Doetinchem Enschede Rotterdam Tilburg Utrecht | Breda Deventer Doetinchem Enschede Rotterdam Tilburg Utrecht | De Vijverberg                        |
| 51°32′34″ s. š., 5°4′1″ v. d.        | Breda Deventer Doetinchem Enschede Rotterdam Tilburg Utrecht | Breda Deventer Doetinchem Enschede Rotterdam Tilburg Utrecht | 51°57′21″ s. š., 6°18′35″ v. d.      |
| Kapacita: 14 500                     | Breda Deventer Doetinchem Enschede Rotterdam Tilburg Utrecht | Breda Deventer Doetinchem Enschede Rotterdam Tilburg Utrecht | Kapacita: 12 500                     |
|                                      | Breda Deventer Doetinchem Enschede Rotterdam Tilburg Utrecht | Breda Deventer Doetinchem Enschede Rotterdam Tilburg Utrecht |                                      |

## Skupinová fáze
| Vysvětlivky | Vysvětlivky                                                  |
| ----------- | ------------------------------------------------------------ |
|             | První dva týmy z každé skupiny postoupily do vyřazovací fáze |

### Skupina A
| Tým        | Z | V | R | P | VG | IG | +/− | B |
| ---------- | - | - | - | - | -- | -- | --- | - |
| Nizozemsko | 3 | 3 | 0 | 0 | 4  | 1  | +3  | 9 |
| Dánsko     | 3 | 2 | 0 | 1 | 2  | 1  | +1  | 6 |
| Belgie     | 3 | 1 | 0 | 2 | 3  | 3  | 0   | 3 |
| Norsko     | 3 | 0 | 0 | 3 | 0  | 4  | −4  | 0 |

| 16. července 2017 18:00 |        |        |                                                                             |
| Nizozemsko              | 1-0    | Norsko | Stadion Galgenwaard, Utrecht diváci: 21 732 rozhodčí: Stéphanie Frappartová |
| Van de Sanden 66'       | Report |        | Stadion Galgenwaard, Utrecht diváci: 21 732 rozhodčí: Stéphanie Frappartová |

| 16. července 2017 20:45 |        |        |                                                                      |
| Dánsko                  | 1-0    | Belgie | De Vijverberg, Doetinchem diváci: 5 054 rozhodčí: Kateryna Monzulová |
| Troelsgaard 6'          | Report |        | De Vijverberg, Doetinchem diváci: 5 054 rozhodčí: Kateryna Monzulová |

| 20. července 2017 18:00 |        |                         |                                                                        |
| Norsko                  | 0–2    | Belgie                  | Rat Verlegh Stadion, Breda diváci: 8 477 rozhodčí: Monika Mularczyková |
|                         | Report | Van Gorp 59' Cayman 67' | Rat Verlegh Stadion, Breda diváci: 8 477 rozhodčí: Monika Mularczyková |

| 20. července 2017 20:45 |        |        |                                                                                |
| Nizozemsko              | 1–0    | Dánsko | Sparta Stadion Het Kasteel, Rotterdam diváci: 10 599 rozhodčí: Riem Husseinová |
| Spitse 20' (pen.)       | Report |        | Sparta Stadion Het Kasteel, Rotterdam diváci: 10 599 rozhodčí: Riem Husseinová |

| 24. července 2017 20:45 |        |                                  |                                                                                 |
| Belgie                  | 1–2    | Nizozemsko                       | Koning Willem II Stadion, Tilburg diváci: 12 697 rozhodčí: Bibiana Steinhausová |
| Wullaert 59'            | Report | Spitse 27' (pen.) Martensová 74' | Koning Willem II Stadion, Tilburg diváci: 12 697 rozhodčí: Bibiana Steinhausová |

| 24. července 2017 20:45 |        |         |                                                                          |
| Norsko                  | 0–1    | Dánsko  | De Adelaarshorst, Deventer diváci: 5 885 rozhodčí: Stéphanie Frappartová |
|                         | Report | Veje 5' | De Adelaarshorst, Deventer diváci: 5 885 rozhodčí: Stéphanie Frappartová |

### Skupina B
| Tým     | Z | V | R | P | VG | IG | +/− | B |
| ------- | - | - | - | - | -- | -- | --- | - |
| Německo | 3 | 2 | 1 | 0 | 4  | 1  | +3  | 7 |
| Švédsko | 3 | 1 | 1 | 1 | 4  | 3  | +1  | 4 |
| Rusko   | 3 | 1 | 0 | 2 | 2  | 5  | −3  | 3 |
| Itálie  | 3 | 1 | 0 | 2 | 5  | 6  | −1  | 3 |

| 17. července 2017 18:00 |        |                          |                                                                           |
| Itálie                  | 1-2    | Rusko                    | Sparta Stadion Het Kasteel, Rotterdam diváci: 669 rozhodčí: Jana Adámková |
| Mauro 88'               | Report | Danilova 9' Morozova 26' | Sparta Stadion Het Kasteel, Rotterdam diváci: 669 rozhodčí: Jana Adámková |

| 17. července 2017 20:45 |        |         |                                                                       |
| Německo                 | 0-0    | Švédsko | Rat Verlegh Stadion, Breda diváci: 9 276 rozhodčí: Katalin Kulcsárová |
|                         | Report |         | Rat Verlegh Stadion, Breda diváci: 9 276 rozhodčí: Katalin Kulcsárová |

| 21. července 2017 18:00         |        |       |                                                                          |
| Švédsko                         | 2–0    | Rusko | De Adelaarshorst, Deventer diváci: 5 764 rozhodčí: Stéphanie Frappartová |
| Schelinová 22' Blackstenius 51' | Report |       | De Adelaarshorst, Deventer diváci: 5 764 rozhodčí: Stéphanie Frappartová |

| 21. července 2017 20:45      |        |           |                                                                              |
| Německo                      | 2–1    | Itálie    | Koning Willem II Stadion, Tilburg diváci: 7 108 rozhodčí: Kateryna Monzulová |
| Henning 19' Peter 67' (pen.) | Report | Mauro 29' | Koning Willem II Stadion, Tilburg diváci: 7 108 rozhodčí: Kateryna Monzulová |

| 25. července 2017 20:45 |        |                                      |                                                                          |
| Rusko                   | 0–2    | Německo                              | Stadion Galgenwaard, Utrecht diváci: 6 458 rozhodčí: Monika Mularczyková |
|                         | Report | Peter 10' (pen.) Marozsán 56' (pen.) | Stadion Galgenwaard, Utrecht diváci: 6 458 rozhodčí: Monika Mularczyková |

| 25. července 2017 20:45                |        |                              |                                                                     |
| Švédsko                                | 2–2    | Itálie                       | De Vijverberg, Doetinchem diváci: 5 203 rozhodčí: Esther Staubliová |
| Schelinová 14' (pen.) Blackstenius 47' | Report | Sabatino 4', 37' Girelli 85' | De Vijverberg, Doetinchem diváci: 5 203 rozhodčí: Esther Staubliová |

### Skupina C
| Tým       | Z | V | R | P | VG | IG | +/− | B |
| --------- | - | - | - | - | -- | -- | --- | - |
| Rakousko  | 3 | 2 | 1 | 0 | 5  | 1  | +4  | 7 |
| Francie   | 3 | 1 | 2 | 0 | 3  | 2  | +1  | 5 |
| Švýcarsko | 3 | 1 | 1 | 1 | 3  | 3  | 0   | 4 |
| Island    | 3 | 0 | 0 | 3 | 1  | 6  | −5  | 0 |

| 18. července 2017 18:00 |        |           |                                                                         |
| Rakousko                | 1-0    | Švýcarsko | De Adelaarshorst, Deventer diváci: 4 781 rozhodčí: Bibiana Steinhausová |
| Burger 15'              | Report |           | De Adelaarshorst, Deventer diváci: 4 781 rozhodčí: Bibiana Steinhausová |

| 18. července 2017 20:45 |        |        |                                                                             |
| Francie                 | 1-0    | Island | Koning Willem II Stadion, Tilburg diváci: 4 894 rozhodčí: Carina Vitulanová |
| Le Sommer 86' (pen.)    | Report |        | Koning Willem II Stadion, Tilburg diváci: 4 894 rozhodčí: Carina Vitulanová |

| 22. července 2017 18:00 |        |                             |                                                                          |
| Island                  | 1–2    | {{{tým2}}}                  | De Vijverberg, Doetinchem diváci: 5 647 rozhodčí: Anastasia PustovoitovÁ |
| Friðriksdóttir 33'}     | Report | Dickenmann 43' Bachmann 52' | De Vijverberg, Doetinchem diváci: 5 647 rozhodčí: Anastasia PustovoitovÁ |

| 22. července 2017 20:45 |        |           |                                                                    |
| Francie                 | 1–1    | Rakousko  | Stadion Galgenwaard, Utrecht diváci: 4 387 rozhodčí: Jana Adámková |
| Henry 51'               | Report | Makas 27' | Stadion Galgenwaard, Utrecht diváci: 4 387 rozhodčí: Jana Adámková |

| 26. července 2017 20:45 |        |           |                                                                       |
| Švýcarsko               | 1–1    | Francie   | Rat Verlegh Stadion, Breda diváci: 3 347 rozhodčí: Katalin Kulcsárová |
| Crnogorčević 19'        | Report | Abily 76' | Rat Verlegh Stadion, Breda diváci: 3 347 rozhodčí: Katalin Kulcsárová |

| 26. července 2017 20:45 |        |                                      |                                                                               |
| Island                  | 0–3    | Rakousko                             | Sparta Stadion Het Kasteel, Rotterdam diváci: 4 893 rozhodčí: Riem Husseinová |
|                         | Report | Zadrazil 36' Burger 44' Enzinger 89' | Sparta Stadion Het Kasteel, Rotterdam diváci: 4 893 rozhodčí: Riem Husseinová |

### Skupina D
| Tým         | Z | V | R | P | VG | IG | +/− | B |
| ----------- | - | - | - | - | -- | -- | --- | - |
| Anglie      | 3 | 3 | 0 | 0 | 10 | 1  | +9  | 9 |
| Španělsko   | 3 | 1 | 0 | 2 | 2  | 3  | −1  | 3 |
| Skotsko     | 3 | 1 | 0 | 2 | 2  | 8  | −6  | 3 |
| Portugalsko | 3 | 1 | 0 | 2 | 3  | 5  | −2  | 3 |

| 19. července 2017 18:00   |        |             |                                                                       |
| Španělsko                 | 2-0    | Portugalsko | De Vijverberg, Doetinchem diváci: 3 188 rozhodčí: Pernilla Larssonová |
| Losada 23' - Sampedro 42' | Report |             | De Vijverberg, Doetinchem diváci: 3 188 rozhodčí: Pernilla Larssonová |

| 18. července 2017 20:45                               |        |         |                                                                        |
| Anglie                                                | 6-0    | Skotsko | Stadion Galgenwaard, Utrecht diváci: 5 578 rozhodčí: Esther Staubliová |
| Taylor 11', 26', 53' White 32' Nobbs 87' Duggan 90+3' | Report |         | Stadion Galgenwaard, Utrecht diváci: 5 578 rozhodčí: Esther Staubliová |

| 23. července 2017 18:00 |        |                         |                                                                                  |
| Skotsko                 | 1–2    | Portugalsko             | Sparta Stadion Het Kasteel, Rotterdam diváci: 3 123 rozhodčí: Katalin Kulcsárová |
| Cuthbert 68'            | Report | C. Mendes 27' Leite 72' | Sparta Stadion Het Kasteel, Rotterdam diváci: 3 123 rozhodčí: Katalin Kulcsárová |

| 22. července 2017 20:45 |        |           |                                                                      |
| Anglie                  | 2–0    | Španělsko | Rat Verlegh Stadion, Breda diváci: 4 879 rozhodčí: Carina Vitulanová |
| Kirby 2' Taylor 85'     | Report |           | Rat Verlegh Stadion, Breda diváci: 4 879 rozhodčí: Carina Vitulanová |

| 27. července 2017 20:45 |        |                      |                                                                              |
| Portugalsko             | 1–2    | Anglie               | Koning Willem II Stadion, Tilburg diváci: 3 335 rozhodčí: Kateryna Monzulová |
| C. Mendes 17'           | Report | Duggan 7' Parris 48' | Koning Willem II Stadion, Tilburg diváci: 3 335 rozhodčí: Kateryna Monzulová |

| 26. července 2017 20:45 |        |           |                                                                  |
| Skotsko                 | 1–0    | Španělsko | De Adelaarshorst, Deventer diváci: 4 840 rozhodčí: Jana Adámková |
| Weir 42'                | Report |           | De Adelaarshorst, Deventer diváci: 4 840 rozhodčí: Jana Adámková |

## Vyřazovací fáze
|  | Čtvrtfinále               | Čtvrtfinále      |                     |       | Semifinále | Semifinále |  |  | Finále | Finále |
|  | 29. července – Doetinchem |                  |                     |       |            |            |  |  |        |        |
|  |                           |                  |                     |       |            |            |  |  |        |        |
|  | Nizozemsko                | 2                |                     |       |            |            |  |  |        |        |
|  | Nizozemsko                | 2                | 3. srpna – Enschede |       |            |            |  |  |        |        |
|  | Švédsko                   | 0                |                     |       |            |            |  |  |        |        |
|  | Švédsko                   | 0                | Nizozemsko          | 3     |            |            |  |  |        |        |
|  | 30. července – Deventer   |                  | Nizozemsko          | 3     |            |            |  |  |        |        |
|  |                           | Anglie           | 0                   |       |            |            |  |  |        |        |
|  | Anglie                    | Anglie           | 0                   | 1     |            |            |  |  |        |        |
|  | Anglie                    |                  | 6. srpna – Enschede | 1     |            |            |  |  |        |        |
|  | Francie                   | 0                |                     |       |            |            |  |  |        |        |
|  | Francie                   | 0                | Nizozemsko          | 4     |            |            |  |  |        |        |
|  | 30. července – Rotterdam  |                  | Nizozemsko          | 4     |            |            |  |  |        |        |
|  |                           | Dánsko           | 2                   |       |            |            |  |  |        |        |
|  | Německo                   | Dánsko           | 2                   | 1     |            |            |  |  |        |        |
|  | Německo                   | 3. srpna – Breda |                     | 1     |            |            |  |  |        |        |
|  | Dánsko                    | 2                |                     |       |            |            |  |  |        |        |
|  | Dánsko                    | 2                | Dánsko (pen.)       | 0 (3) |            |            |  |  |        |        |
|  | 30. července – Tilburg    |                  | Dánsko (pen.)       | 0 (3) |            |            |  |  |        |        |
|  |                           | Rakousko         | 0 (0)               |       |            |            |  |  |        |        |
|  | Rakousko (pen.)           | Rakousko         | 0 (0)               | 0 (5) |            |            |  |  |        |        |
|  | Rakousko (pen.)           |                  |                     | 0 (5) |            |            |  |  |        |        |
|  | Španělsko                 | 0 (3)            |                     |       |            |            |  |  |        |        |
|  | Španělsko                 | 0 (3)            |                     |       |            |            |  |  |        |        |

### Čtvrtfinále
| 29. července 2017 18:00    |        |         |                                                                         |
| Nizozemsko                 | 2–0    | Švédsko | De Vijverberg, Doetinchem diváci: 11 106 rozhodčí: Bibiana Steinhausová |
| Martensová 33' Miedema 64' | Report |         | De Vijverberg, Doetinchem diváci: 11 106 rozhodčí: Bibiana Steinhausová |

| 30. července 2017 12:00 |        |                             |                                                                                  |
| Německo                 | 1-2    | Dánsko                      | Sparta Stadion Het Kasteel, Rotterdam diváci: 5 251 rozhodčí: Katalin Kulcsárová |
| Kerschowski 3'          | Report | Nadimová 49' T. Nielsen 83' | Sparta Stadion Het Kasteel, Rotterdam diváci: 5 251 rozhodčí: Katalin Kulcsárová |

| 30. července 2017 18:00 |        |           |                                                                                 |
| Rakousko                | 0-0    | Španělsko | Koning Willem II Stadion, Tilburg diváci: 3 488 rozhodčí: Stéphanie Frappartová |
|                         | Report |           | Koning Willem II Stadion, Tilburg diváci: 3 488 rozhodčí: Stéphanie Frappartová |

|                                              |     | Penaltový rozstřel                 |  |
| Feiersinger Burger Aschauer Pinther Puntigam | 5-3 | García Sampedro Meseguer Corredera |  |

| 30. července 2017 20:45 |        |         |                                                                      |
| Anglie                  | 1-0    | Francie | De Adelaarshorst, Deventer diváci: 6 283 rozhodčí: Esther Staubliová |
| Taylor 60'              | Report |         | De Adelaarshorst, Deventer diváci: 6 283 rozhodčí: Esther Staubliová |

### Semifinále
| 3. srpna 2017 18:00 |        |          |                                                                        |
| Dánsko              | 0-0    | Rakousko | Rat Verlegh Stadion, Breda diváci: 11 312 rozhodčí: Kateryna Monzulová |
|                     | Report |          | Rat Verlegh Stadion, Breda diváci: 11 312 rozhodčí: Kateryna Monzulová |

|                                |     | Penaltový rozstřel           |  |
| Nadimová Harder Junge Sørensen | 3-0 | Feiersinger Pinther Aschauer |  |

| 3. srpna 2017 20:45                            |        |        |                                                                           |
| Nizozemsko                                     | 3–0    | Anglie | De Grolsch Veste, Enschede diváci: 27 093 rozhodčí: Stéphanie Frappartová |
| Miedema 22' Van de Donk 62' Bright 90+3' (vl.) | Report |        | De Grolsch Veste, Enschede diváci: 27 093 rozhodčí: Stéphanie Frappartová |

### Finále
| 6. srpna 2017 17:00                        |        |                               |                                                                       |
| Nizozemsko                                 | 4–2    | Dánsko                        | De Grolsch Veste, Enschede diváci: 28 182 rozhodčí: Esther Staubliová |
| Miedema 10', 89' Martensová 28' Spitse 51' | Report | Nadimová 6' (pen.) Harder 33' | De Grolsch Veste, Enschede diváci: 28 182 rozhodčí: Esther Staubliová |